# إغناثيو هييرو
إغناثيو هييرو (بالإسبانية: Ignacio Hierro)‏ هو لاعب كرة قدم مكسيكي في مركز الدفاع، ولد في 22 يونيو 1978 في مدينة مكسيكو في المكسيك. شارك مع منتخب المكسيك تحت 20 سنة لكرة القدم ومنتخب المكسيك لكرة القدم. أما مع النوادي، فقد لعب مع كلوب ليون ونادي أتلانتي ونادي أمريكا ونادي باتشوكا ونادي بويبلا ونادي غوادالاخارا ونادي مونتيري.

## وصلات خارجية
- إغناثيو هييرو على موقع الاتحاد الدولي (مؤرشف)  (الإنجليزية)
- إغناثيو هييرو على موقع قاعدة بيانات كرة القدم.إي يو (الإنجليزية)
- إغناثيو هييرو على موقع ناشيونال فوتبول تيمز (الإنجليزية)